# 尼基·劳达
安德烈亞斯·尼古勞斯·「尼基」·劳达（德語：Andreas Nikolaus "Niki" Lauda，1949年2月22日—2019年5月20日），奥地利赛车手，三屆一级方程式世界车手冠军。
劳达在1976年德国大奖赛期间遭遇严重事故，导致面部大面积烧伤，险些丧命。然而在6周后他却在意大利大奖赛中重新复出。虽然当季冠军最终归于詹姆斯·亨特，但在下一赛季，劳达重新夺冠。此次事故也成为F1历史上的传奇。
劳达曾担任过两年的美洲虎车队经理。在商界，尼基·劳达是勞達航空和尼基航空的创始人，庞巴迪商务航空公司的形象大使，也曾在德国电视台担任解说嘉宾，他也曾是F1梅赛德斯AMG车队非执行董事，多支F1车队的顾问。

## 生平

### 早年
1949年2月22日，劳达出生于奥地利维也纳的一户富裕家庭之中。他的祖父汉斯·劳达是当地银行家、企业家。
劳达的父亲希望他能够从商，延续家族的荣耀。但劳达执意要在赛车场立足。当家人不赞成他的想法后，他放弃继承财产， 19岁时他和家族分割之后，为能加入一级方程式赛，他初次借款，签署了一份以人寿保险单做担保，获得了3万英镑的银行贷款买了一辆迷你车开始进军低级别房车赛事。1971年，他以二级方程式赛车手的身份进入了初出茅庐的March-Ford车队，转战保时捷和雪佛兰房车赛，开始了自己的职业赛车生涯。由于家人的反对，劳达与家人之间一直存在着对赛车抱负的仇恨，并放弃了进一步的接触。

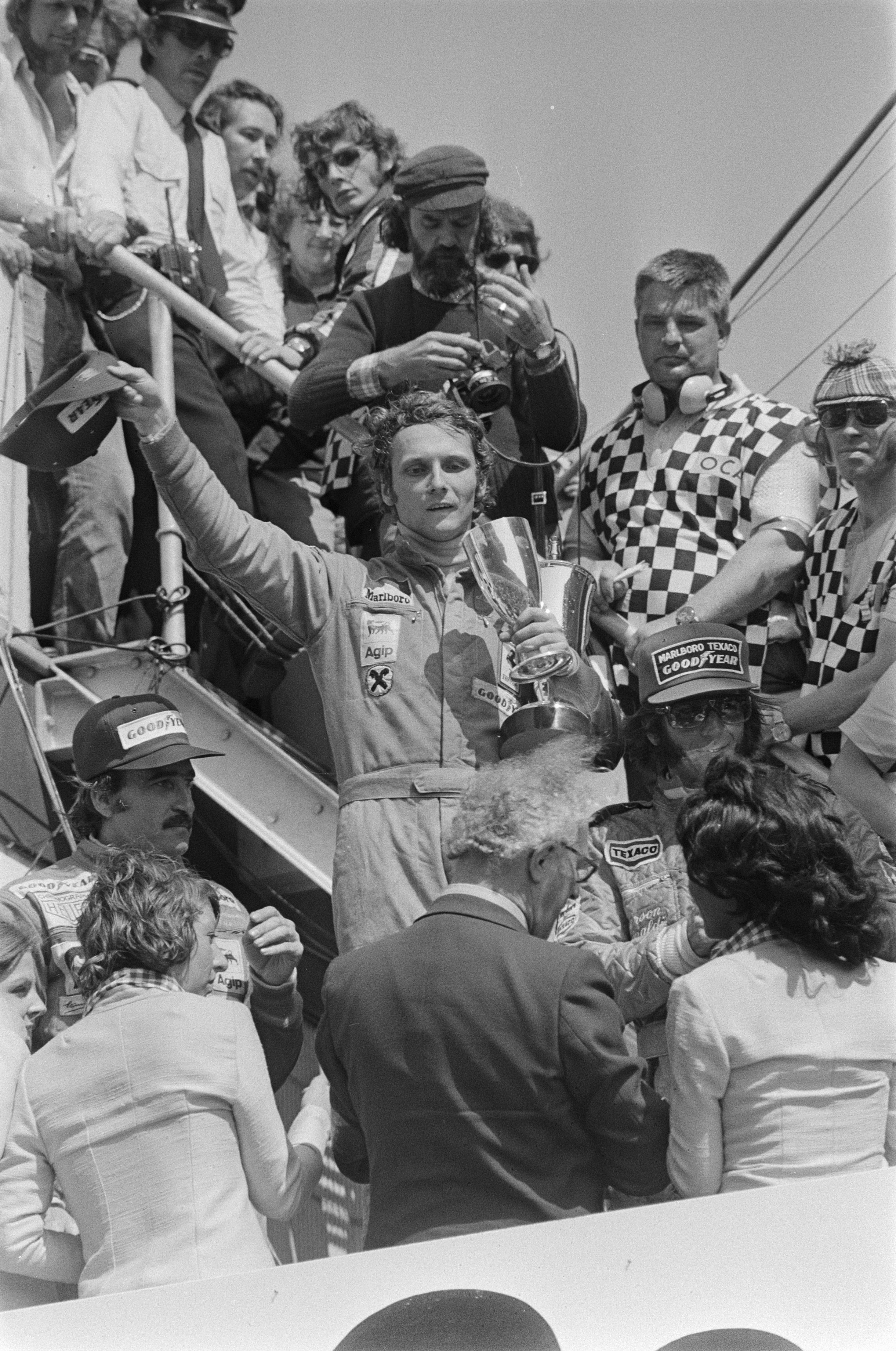
尼基·劳达获得冠军

劳达很快被提升为F1车队，转战欧洲中部举办的VEE方程式。1972年，车队的成绩一直处于低谷， 1973年，劳达又借了一笔银行贷款，进入了英国BRM（British Racing MotorsBritish Racing Motors）车队。劳达的速度很快，取得成绩后被恩佐·法拉利（Enzo Ferrari）看中，邀请他加盟法拉利车队。1974年，重回法拉利的克莱·雷加佐尼（Clay Regazzoni）在老板恩佐·法拉利面前对劳达大加赞许，法拉利很快就签下了他，给了他足够的钱来还清他的债务。劳达与他的BRM队友克莱·雷加佐尼、蒙特泽莫罗（Luca di Montezemolo）和赛车构造师福尔希利（Mauro Forghieri）一起，使法拉利更上了一层楼。1975年，劳达代表法拉利车队的第二个赛季，在解决了前一个赛季赛车稳定性问题后，劳达赢下了自己的第一个F1总冠军

### 法拉利时期（1974－1977年）

#### 1976年纽博格林赛道撞车事故

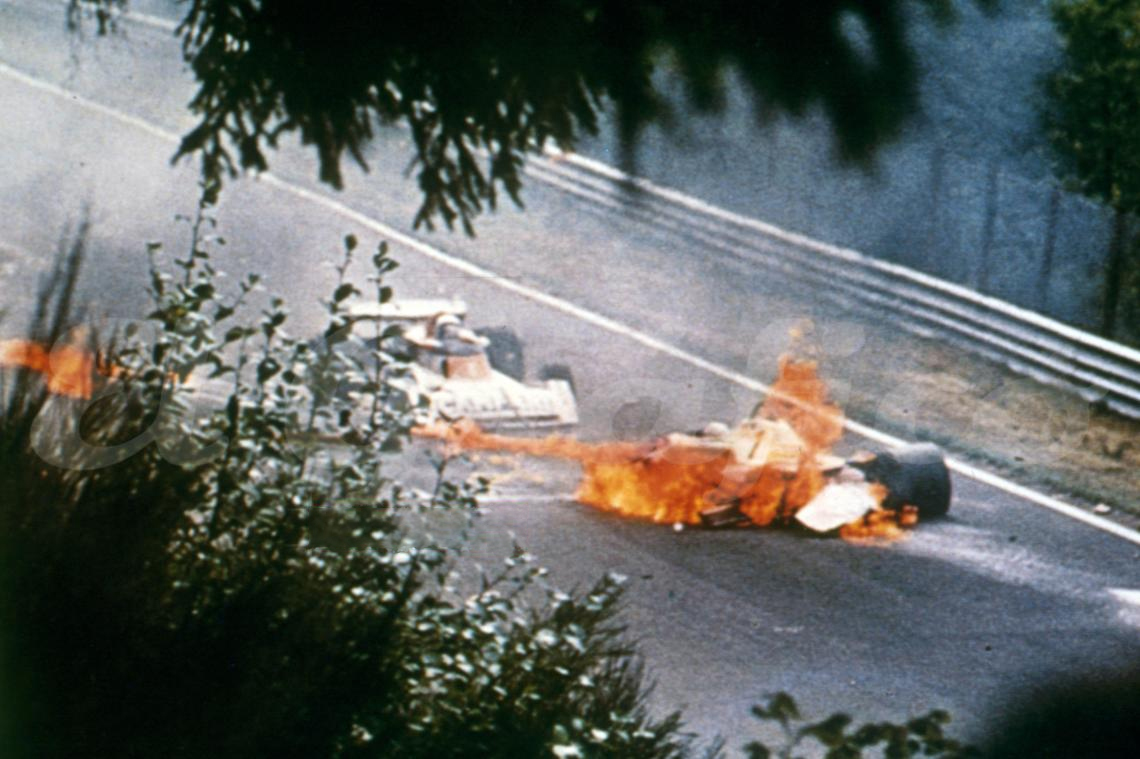
劳达的车在撞击后起火

在1976年德国大奖赛举办前一周，虽然劳达已经是累计排名第一的车手，由于稍早时下过一场雨使得路面湿滑，劳达对于赛事主办方缺乏资源妥善管理如此庞大的线路（当时的纽博格林赛道北环全长22.8千米），包括缺乏消防安全设备和安全车辆感到担心，劳达呼吁车手们联合起来抵制比赛，但由于多数车手投了反对票，比赛依然继续。
8月1日，在比赛进入到第二圈时，在赛道最北端，接近Bergwerk“矿坑”弯前的高速左转处，赛车突然打横撞向路边的护栏和土坡，然后弹回赛道中间起火，随后赶到的布雷特·朗杰二次撞击，劳达被困在其中无法脱身，后续赶到的车手阿图罗·梅萨里奥、哈拉德·埃特尔、盖伊·爱德华兹和朗格一道施救，最终梅萨里奥将其从车中拖出，大火已经灼伤其面部，劳达逃离赛车后也因为吸入了过多高温有害气体而陷入昏迷。由于伤势过重，劳达也随即退出了比赛。
事故让劳达毁容，头部烧伤后留下了大面积的疤痕，右耳几乎完全消失。医院为劳达进行了植皮手术，主要局限于更换眼睑，使其能正常工作。此次事故后，对外公开场合，他开始经常以头戴沿帽的形象示人，他也安排赞助商用他的帽子打广告。当劳达退出比赛后，麥拉倫车手詹姆斯·亨特获得了随后西班牙和英国大奖赛的冠军。劳达退出比赛后，卡洛斯·鲁特曼接替了他的位置。法拉利抵制了奥地利大奖赛，抗议他们在西班牙和英国大奖赛上对迈凯轮车手詹姆斯·亨特的优待。

### 从事管理
1993年，劳达受邀以管理者的身份回到F1。并先后为法拉利車隊、捷豹車隊、梅赛德斯车队做顾问工作。其中从2012年起，他在梅赛德斯车队成为非执行董事，并且在为车队签下2008年F1世界冠军車手刘易斯·汉密尔顿的合约谈判中起到了十分重要的作用；为之后的梅赛德斯车队的崛起奠定基石。

### 一級方程式之外

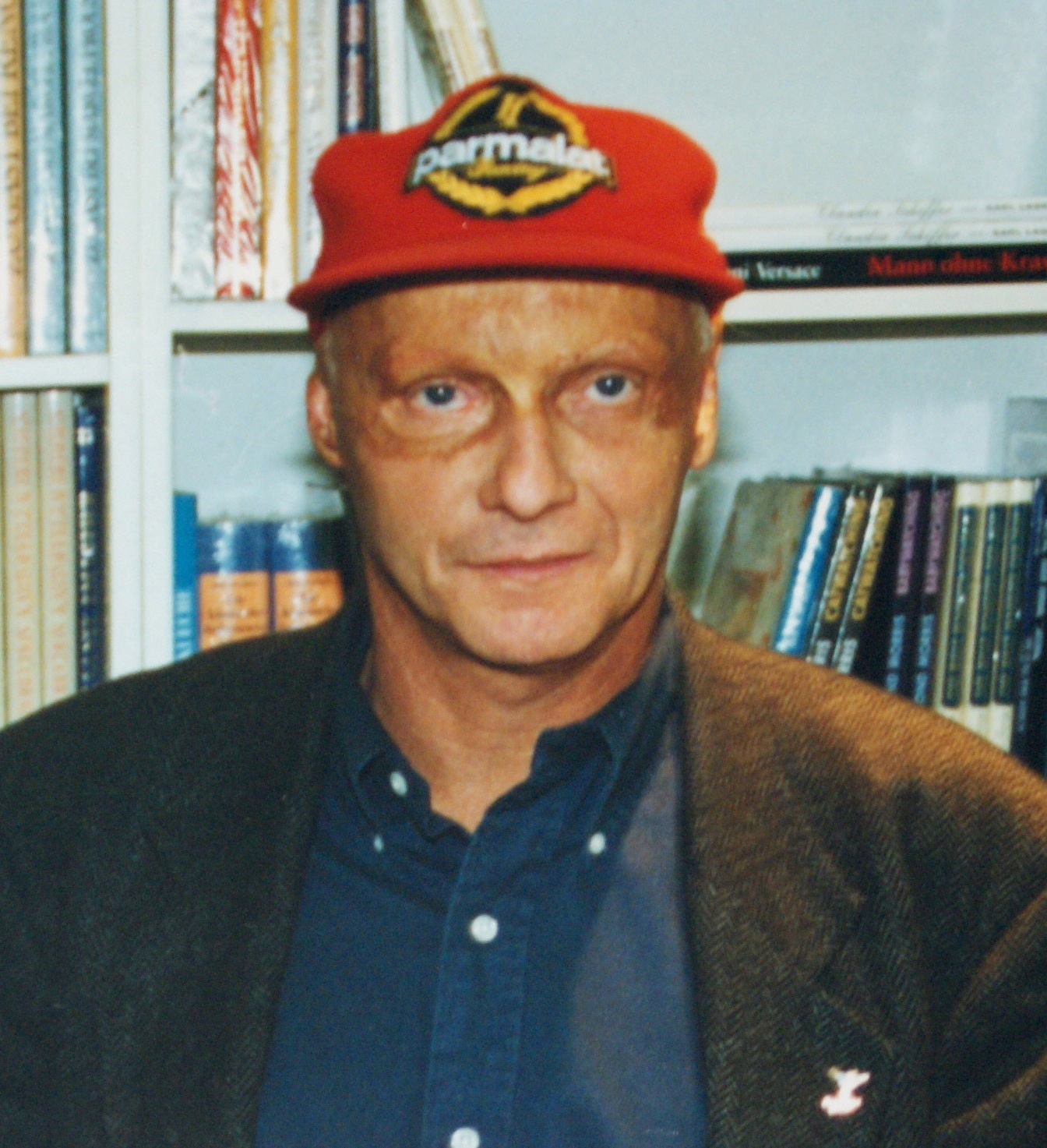
1996年，尼基·劳达在法兰克福

1985年，第二次退役后，劳达创立了自己的航空公司勞達航空。

## 去世

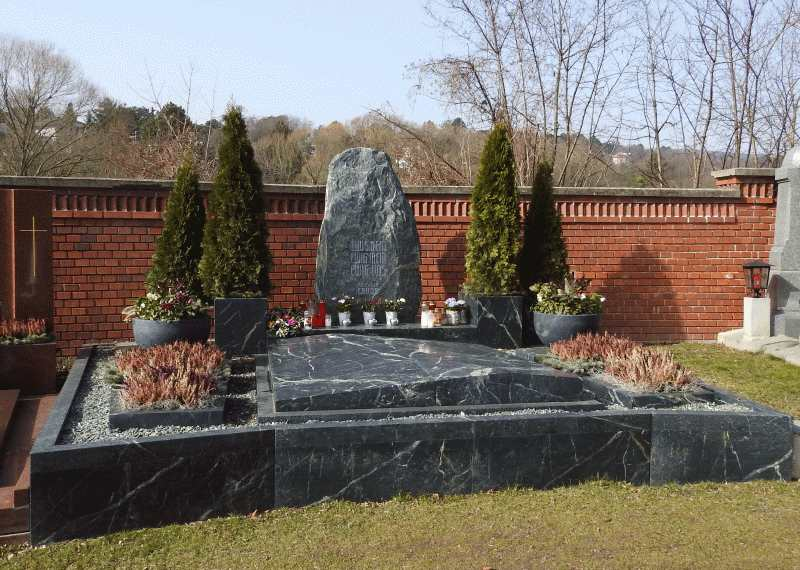
尼基·劳达在维也纳的墓地

2019年5月20日苏黎世大学医院，劳达在睡梦中去世，享年70岁。此前他在此接受肾脏问题的治疗。过世后他被葬于维也纳。他去世後不久的F1摩納哥大獎賽，各車手及工作人員均戴上紅色的帽子予以致敬。

## 比赛成绩

### 欧洲二级方程式锦标赛
（图例）粗体为杆位出赛，斜体为最快圈速
| 赛季    | 车队              | 底盘       | 引擎         | 1       | 2      | 3       | 4       | 5       | 6       | 7       | 8       | 9       | 10      | 11  | 12    | 13  | 14    | Pos. | 积分 |
| ------- | ----------------- | ---------- | ------------ | ------- | ------ | ------- | ------- | ------- | ------- | ------- | ------- | ------- | ------- | --- | ----- | --- | ----- | ---- | ---- |
| 1971    | March Engineering | March 712M | Cosworth FVA | HOC Ret | THR 10 | NÜR 6   | JAR 7   | PAL DNQ | ROU 4   | MAN Ret | TUL Ret | ALB Ret | VAL 7   | VAL |       |     |       | 10th | 8    |
| 1972    | March Engineering | March 722  | Ford BDA     | MAL 2   | THR 3  | HOC Ret | PAU Ret | PAL DNQ | HOC Ret | ROU Ret | ÖST Ret | IMO 3   | MAN Ret | PER | SAL 6 | ALB | HOC 9 | 5th  | 25   |
| Source: |                   |            |              |         |        |         |         |         |         |         |         |         |         |     |       |     |       |      |      |

## 影响

### 个人著作
劳达著有5本书：
1. The Art and Science of Grand Prix Driving (titled Formula 1: The Art and Technicalities of Grand Prix Driving in some markets) (1975)
2. 《我与法拉利的那些年》My Years With Ferrari (1978);
3. The New Formula One: A Turbo Age (1984);
4. Meine Story (titled To Hell and Back in some markets) (1986)
5. Das dritte Leben (en. The third life)(1996).[16]劳达授权奥地利记者Herbert Volker编辑出版。

### 影视作品
在2013年由朗·霍华德执导的電影（Rush）中，演員丹尼爾·布爾飾演尼基·勞達。

## 外界反应
在2019年5月世界一级方程式锦标赛2019年摩纳哥大奖赛中梅賽德斯AMG車隊将头部保护装置涂成红色来纪念劳达，其他车队也都用不同方式来纪念。